# Tri put sam video Tita
Tri put sam video Tita, je jugoslavenska domoljubna pjesma novosadske grupe Rani mraz iz 1981. godine. Tekst pjesme je napisao Đorđe Balašević, a singl je izdala Produkcija gramofonskih ploča Radio televizije Beograd godinu dana nakon smrti maršala SFR Jugoslavije Josipa Broza Tita. Singl je sadržavao samo pjesmu Tri put sam video Tita. Tri put sam video Tita je vjerojatno i najpoznatija pjesma o Titu koja je napisana poslije njegove smrti. U njoj je vjerno prenesena tuga koja je zavladala diljem SFR Jugoslavije nakon Titove smrti, i bila je još jedna "cigla sazidana" u svrhu jačanja kulta ličnosti Tita.

## Tekst
Jednom se otac moj s posla kući vratio pre,

odenuo mi praznično sve i poveo me na trg.

Bio sam klinac još i bilo mi je tek oko pet,

al dobro pamtim nasmejan svet i svečan i sretan grad.

Nisam razumeo zastave, gužvu, znao sam tek,

nešto je važno, jer otac me tad prigrli snažno,

reče mi: Sine, gledaj i pamti.

I ja sam video Tita Maršala, legendu tu,

slobodotvorca, čoveka tog, druga i borca,

tada sam ja video Tita prvi put.

U školskim danima o njemu su nas učili sve,

al život nam objasnio tek, to kakav je čovek Broz.

Bio sam momak već, kroz muziku sam tražio reč,

pred jedan koncert prostruja vest da doći će možda on.

I ja sam stajao malen s gitarom, predamnom sve,

moje detinjstvo, sloboda, mir, bratstvo, jedinstvo,

predamnom on, nasmejan, večan.

I ja sam video Tita Maršala, legendu tu,

slobodotvorca, čoveka tog, druga i borca,

tada sam ja video Tita drugi put.

Bio je peti maj, iz Skopja me je vodio put.

Na stanicama duž pruge svud, tišina i nema bol.

Bitola, Maribor, Rijeka, Nikšić, Zenica, Bor,

i svaki čovek i svaki dom je žalio dušom svom.

Al ja sam video visoke peći, fabrike dim, široke njive,

Gradove što slobodni žive, decu i mir i jato ptica.

I opet sam video Tita Maršala, legendu tu, slobodotvorca,

čoveka tog, druga i borca, opet sam svud video Tita.

I ja sam video visoke peći, fabrike dim, široke njive,

Gradove što slobodni žive, decu i mir i jato ptica.

I opet sam video Tita Maršala, legendu tu, slobodotvorca,

čoveka tog, druga i borca, opet sam svud video Tita.